# Mamerto Urriolagoitía
Mamerto Urriolagoitía Harriague (ur. 5 grudnia 1895 w Sucre, zm. 4 czerwca 1974 tamże) – boliwijski polityk i prawnik.
W 1947 został wiceprezydentem Boliwii. Był nim do 22 października 1949, kiedy to objął urząd prezydenta państwa. 16 maja 1951 Narodowy Ruch Rewolucyjny (MNR) wygrał wybory krajowe, lecz Urriolagoitia unieważnił je i przekazał władzę juncie wojskowej, rezygnując z urzędu prezydenta.